# Panorpa ochraceocauda
Panorpa ochraceocauda är en näbbsländeart som beskrevs av Syuti Issiki 1927. Panorpa ochraceocauda ingår i släktet Panorpa och familjen skorpionsländor. Inga underarter finns listade i Catalogue of Life.